# فضيحة ووترغيت

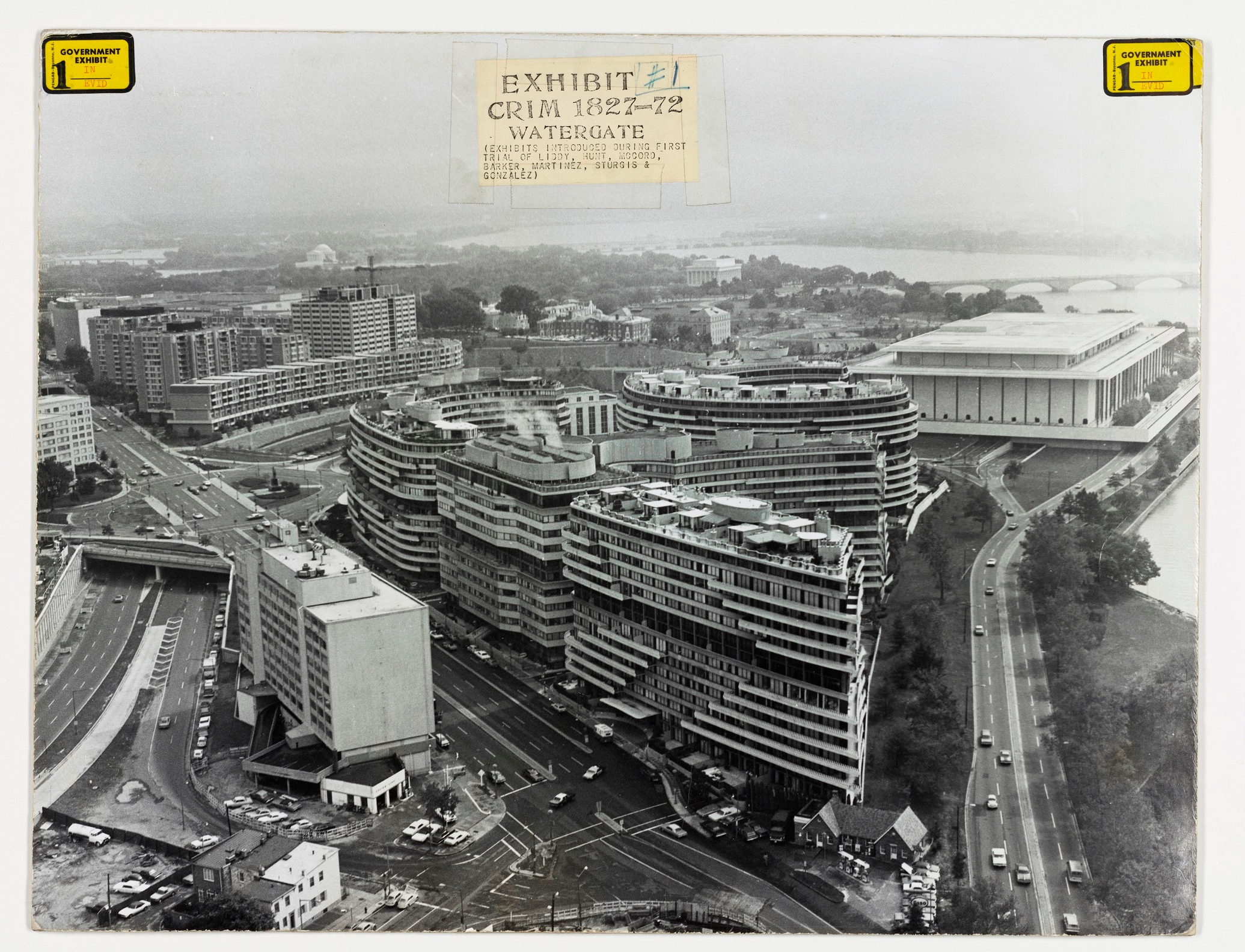
المجمع السكني لواتر غيت، والذي يضم شقق مترفة ومكاتب وفنادق.

فضيحة ووترغيت (بالإنجليزية: Watergate scandal) هو اسم لأكبر فضيحة سياسية في تاريخ أمريكا. كان عام 1968 عاماً سيئاً على الرئيس ريتشارد نيكسون، حين فاز بصعوبة شديدة على منافسه الديموقراطي هيوبرت همفري، بنسبة 43.5% إلى 42%، مما جعل موقف الرئيس ريتشارد نيكسون صعباً جداً في معركة التجديد للرئاسة عام 1972. قرر الرئيس نيكسون التجسس على مكاتب الحزب الديمقراطي المنافس في مبنى ووترغيت إذ كان المرشح الديمقراطي هو جورج ماكغفرن. وفي 17 يونيو 1972 ألقي القبض على خمسة أشخاص في واشنطن بمقر الحزب الديمقراطي وهم ينصبون أجهزة تسجيل مموهة. كان البيت الأبيض قد سجل 64 مكالمة، فتفجرت أزمة سياسية ضخمة وتوجهت أصابع الاتهام إلى الرئيس نيكسون. استقال الرئيس على إثر ذلك في أغسطس عام 1974، وحوكم بسبب الفضيحة. وفي 8 سبتمبر 1974 أصدر الرئيس الأمريكي جيرالد فورد عفواً عن ريتشارد نيكسون بشأن الفضيحة.
دفعت التطورات اللاحقة والتصرفات الرئاسية الفاضحة تجاه التحقيق مجلسَ النواب الأمريكي عام 1973 إلى البدء بإجراءات سحب الثقة من نيكسون. حكمت المحكمة العليا في الولايات المتحدة بأن يسلِّم نيكسون تسجيلات البيت الأبيض لمحققي الحكومة. كشفت هذه التسجيلات أن نيكسون شارك في المؤامرة الهادفة إلى إخفاء النشاطات التي حدثت بعد الاختراق كما حاول استغلال الموظفين الرسميين الفدراليين لعرقلة التحقيق. بعد ذلك وافقت اللجنة القضائية التابعة لمجلس النواب على بنود سحب الثقة من نيكسون بتهم عرقلة عمل العدالة وسوء استخدام السلطة وازدراء الكونغرس. مع انتشار خبر تورطه في عملية التغطية على فعلته وتلاشي الدعم السياسي له تمامًا، استقال نيكسون من منصبه في التاسع من أغسطس عام 1974. يعتقد الكثيرون أن مجلس النواب الأمريكي كان سيسحب الثقة من نيكسون ثم ينتقل القرار إلى مجلس الشيوخ الذي كان سيفعل المثل لو لم يستقل الرئيس الأمريكي قبل الوصول إلى هذه المرحلة. ريتشارد نيكسون هو الرئيس الأمريكي الوحيد الذي استقال من منصبه. في الثامن من سبتمبر عام 1974، أصدر الرئيس الجديد جيرالد فورد عفوًا عن نيكسون.
وُجهت اتهامات إلى 69 شخصًا أُدين منهم 48 فيهم عدد من المسؤولين الكبار في إدارة نيكسون. أشار مصطلح ووترغيت إلى مجموعة النشاطات السرية وغير القانونية في الكثير من الأحيان التي مارسها أفراد في إدارة نيكسون، ومن بين هذه الممارسات: زرع أجهزة تنصت في مكاتب الخصوم السياسيين والأشخاص الذين شك بهم نيكسون أو مساعدوه؛ وإجراء تحقيقات حول مجموعات الناشطين أو الرموز السياسية؛ واستغلال مكتب التحقيقات الفيدرالي (إف بي آي) ووكالة المخابرات المركزية (سي آي إيه) ودائرة الإيرادات الداخلية (آي آر إس) كأسلحة سياسية. أصبح وضع لاحقة -غيت بعد أي مصطلح معين يعتبر إشارة إلى فضيحة شعبية واسعة، خصوصًا في المجال السياسي.

## ردود الفعل المحلية والدولية

### أستراليا
أشار رئيس الوزراء الأسترالي غوف وايتلام إلى «الوضع الحرج» للرئاسة الأمريكية دون تسمية فضيحة ووترغيت بشكل صريح خلال جلسة مشتركة للبرلمان مع الحكومة في مايو من عام 1973. في اليوم التالي وردًا على سؤال حول «الأهمية الكبيرة للعلاقات بين الولايات المتحدة وأستراليا في المستقبل»، تجنب وايتلام ذلك قائلًا إنه لم يستخدم مصطلح ووترغيت. يُعتقد أن تأثير العلاقات الأمريكية الأسترالية كان واضحًا عندما شهدت أستراليا أزمتها الدستورية الخاصة في نوفمبر من عام 1975، والتي أدت إلى إقالة حكومة وايتلام من قبل الحاكم العام لأستراليا جون كير. ذكر ماكس سويتش إمكانية تورط الولايات المتحدة في إسقاط حكومة وايتلام.

### الصين
قال رئيس الوزراء الصيني تشو إنلاي في أكتوبر عام 1973 إن الفضيحة لم تؤثر على العلاقات بين الصين والولايات المتحدة الأمريكية. تبعًا لرئيس الوزراء التايلندي في ذلك الوقت كوكريت براموج، عبر الأمين العام للحزب الشيوعي الصيني ماو تسي تونغ عام 1975 عن رأيه بفضيحة ووترغيت معتبرًا إياها «نتيجة حرية التعبير السياسي المفرطة في الولايات المتحدة». دعا ماو الحدث «علامة على الانعزالية الأمريكية التي كانت ’كارثية’ لأوروبا». أضاف قائلًا «هل يرغب الأمريكيون حقًا بسلوك طريق الانعزالية؟.. في حربين عالميتين، دخل الأمريكيون في وقت متأخر جدًا لكنهم دخلوا على أية حال. لم يكونوا انعزاليين من الناحية العملية».

### الاتحاد السوفيتي
في يونيو عام 1973، عندما وصل زعيم الاتحاد السوفيتي ليونيد بريجنيف إلى الولايات المتحدة بهدف عقد اجتماع لمدة أسبوع مع نيكسون، أخبر بريجنيف الصحافة بما يلي «لا أود الحديث حول ذلك الموضوع [ووترغيت]. سيكون من غير اللائق أن أتحدث عنه.. موقفي حيال السيد نيكسون هو احترام كبير جدًا». عندما أشار أحد المراسلين إلى أن هذه الفضيحة «أضعفت» موقف نيكسون أمام بريجنيف رد الأخير قائلًا «لا يخطر في بالي قطّ أن أفكر فيما إذا كان السيد نيكسون قد كسب أو خسر أي نفوذ بسبب المشكلة». ثم أردف بالقول إنه لطالما احترم نيكسون بسبب «مقاربته الواقعية والبناءة للعلاقات بين الاتحاد السوفيتي والولايات المتحدة.. منتقلًا من مرحلة من المواجهة إلى مرحلة من المفاوضات بين الأمتين».

### المملكة المتحدة
يُعتقد أن المحادثات بين نيكسون ورئيس الوزراء البريطاني إدوارد هيث تعرضت للتنصت. لم يعبر هيث عن غضبه علنيًا، وذكر مساعدوه أنه لم يكترث باحتمالية تعقب محادثاته في البيت الأبيض. تبعًا لمسؤوليه، اعتاد هيث على أن تدوَّن ملاحظات خلال نقاشاته العامة مع نيكسون، لذلك لم يكن تسجيلها ليزعجه. لكن المسؤولين قالوا إن هيث كان ليبدي غضبًا شديدًا في حال سُربت محادثاته الشخصية مع نيكسون. على أي حال، كان هيث في الحقيقة غاضبًا بسبب تسجيل محادثاته دون إعلامه بشكل مسبق.

### ردود الفعل المحلية
بعد أن أدى سقوط سايغون إلى إنهاء حرب فيتنام، قال وزير الخارجية الأمريكي هنري كسنجر في مايو من عام 1975 إن شمال فيتنام لم يكن ليتمكن من احتلال الجنوب لو لم تؤد الفضيحة إلى استقالة نيكسون، ولم يتدخل الكونغرس لتجاوز فيتو نيكسون على قانون السلطات الحربية. أخبر كسنجر نادي السياسة الوطني في يناير عام 1977 أن سلطات نيكسون الرئاسية ضعفت خلال هذه الفترة، (أُعيدت صياغة الحديث من قبل الإعلام) «ما منع الولايات المتحدة من استغلال [الفضيحة]».
قال الناشر في صحيفة ذا ساكرامنتو يونيون جون بي. مكغوف في يناير من عام 1975 إن الإعلام تعامل مع الفضيحة بمغالاة، على الرغم من أنه دعاها «بالمسألة الهامة»، التي تغطي على مواضع أكثر أهمية في البلاد مثل الاقتصاد المتراجع وأزمة الطاقة.

## تفاصيل فضيحة ووترغيت
حدثت هذه القضية في عهد الرئيس الأمريكي الأسبق ريتشارد نيكسون، وتحديداً في 17 من شهر يونيو عام 1972. صاحب القضية هو الرئيس السابع والثلاثين للولايات المتحدة الأمريكية ريتشارد ملهاوس نيكسون (1913-1994). أشاعت القضية صحيفة واشنطن بوست (صحيفة أمريكية تصدر من واشنطن العاصمة)، وذلك بواسطة الصحفيين «كارل برنستين» و«بوب وود ورد».
سيناريو الأحداث
- 17 من يونيو عام 1972: أحد حراس مبنى ووترجيت يلاحظ وجود شريط لاصق يغطي أقفال عدة أبواب في المبنى ويقوم بإزالته، لتتم إعادة وضعه على الأقفال من جديد. قام الحارس باستدعاء الشرطة بعد أن ساوره الشك حول الشريط اللاصق، واقتحمت الشرطة المكان لتلقي القبض على خمسة أشخاص يقومون بزرع أجهزة تنصت على المكالمات الهاتفية للجنة القومية للحزب الديموقراطي.
- 15 من سبتمبر 1972: وجهت هيئة المحلفين تهم التجسس والشروع في السرقة والاقتحام للأشخاص الخمسة، بالإضافة إلى رجلين آخرين على علاقة بالقضية.
- في شهر يناير من عام 1973: أدين المتهمون في القضية وقاضي المحكمة وكثير من الشهود ولجنة المحلفين يساورهم الشك في تورط الرئيس نكسون ومنظمي حملة إعادة انتخابه.
- مارس 1973: جيمس مكورد «أحد المدانين السبعة» يرسل رسالة إلى قاضي المحكمة تشير إلى تورط جهات كبرى بالقضية.
- أشارت التحقيقات إلى وجود مبالغ مالية بحوزة المدانين تثير الشكوك، وعند تتبع الحسابات المالية وجد أن لها علاقة بمؤسسات ممولة لحملة إعادة انتخاب الرئيس نيكسون.
- الصحفيان كارل برنستين وبوب وود ورد من واشنطن بوست يتلقيان معلومات من شخص مجهول اصطلح على تسميته في تلك الفترة بـ «ديب ثروت» تشير إلى أن هناك علاقة بين عملية السطو والتجسس ومحاولة التغطية عليها وبين جهات رسمية رفيعة، مثل وزارة العدل ومكتب التحقيقات الفيدرالي ووكالة الاستخبارات المركزية، وصولاً إلى البيت الأبيض، والصحفيان يقومان بنشرها.
- بدلاً من أن تنتهي القضية بإدانة المتهمين توسع التحقيق أكثر فأكثر، ليشمل التحقيق طاقم البيت الأبيض.
- 30 من أبريل 1973: الرئيس نيكسون يقيل اثنين من كبار مستشاريه لعلاقتهما بالقضية.
- 17 من مايو 1973: جلسات الاستماع تبث على شبكات التلفزة وشعبية الرئيس في تدهور مستمر.
- التحقيقات تشير إلى وجود نظام للتسجيل بالبيت الأبيض ولجنة التحقيق تطالب بالأشرطة والرئيس يرفض تسليمها مستخدماً سلطته التنفيذية.
- البيت الأبيض يسلم الأشرطة بعد حذف مقاطع مهمة منها؛ مدعياً أنها حذفت عن طريق الخطأ، والـ CIA يعرقل الحصول على أجزاء أخرى بحجة أنها تحوي تفاصيل تمس بأمن الدولة.
- 24 من يوليو 1973: المحكمة العليا تحكم بعدم دستورية استخدام الرئيس لسلطته التنفيذية لحجب أجزاء من الأشرطة، وفي 30 من يوليو يتم الكشف عن محتويات الأشرطة كاملة.
- 28 من يناير 1974: الرئيس نيكسون يدان بتهمة الكذب على الـ FBI.
- 1 مارس 1974: الحكم النهائي يصدر في حق المتهمين السبعة في قضية التجسس، وتتم الإشارة إلى الرئيس نيكسون كمشارك في تلك القضية.
- الحالة الدستورية للرئيس نيكسون تزداد هشاشة مع بدء الكونغرس مناقشات لعزله عن منصبه.
- بعد أن بات من المؤكد أن أغلبية أعضاء الكونغرس سيصوتون مع عزل الرئيس، نيكسون يقرر الاستقالة.
- في 30 يوليو 1974، أوصت اللجنة بالمادة الثالثة: بتهمة ازدراء الكونغرس.
- عشية الثامن من أغسطس 1974: الرئيس الأمريكي يعلن في خطاب متلفز استقالته رسمياً.
- في الثامن من سبتمبر 1974: جيرالد فورد يتولى الرئاسة ويصدر عفواً رئاسياً عن الرئيس الأسبق نيكسون.
- في عام 2005 يتم الكشف عمن كان يعرف بـ «ديب ثروت» وهو نائب مدير مكتب التحقيقات الفيدرالي مارك وليام فلت.

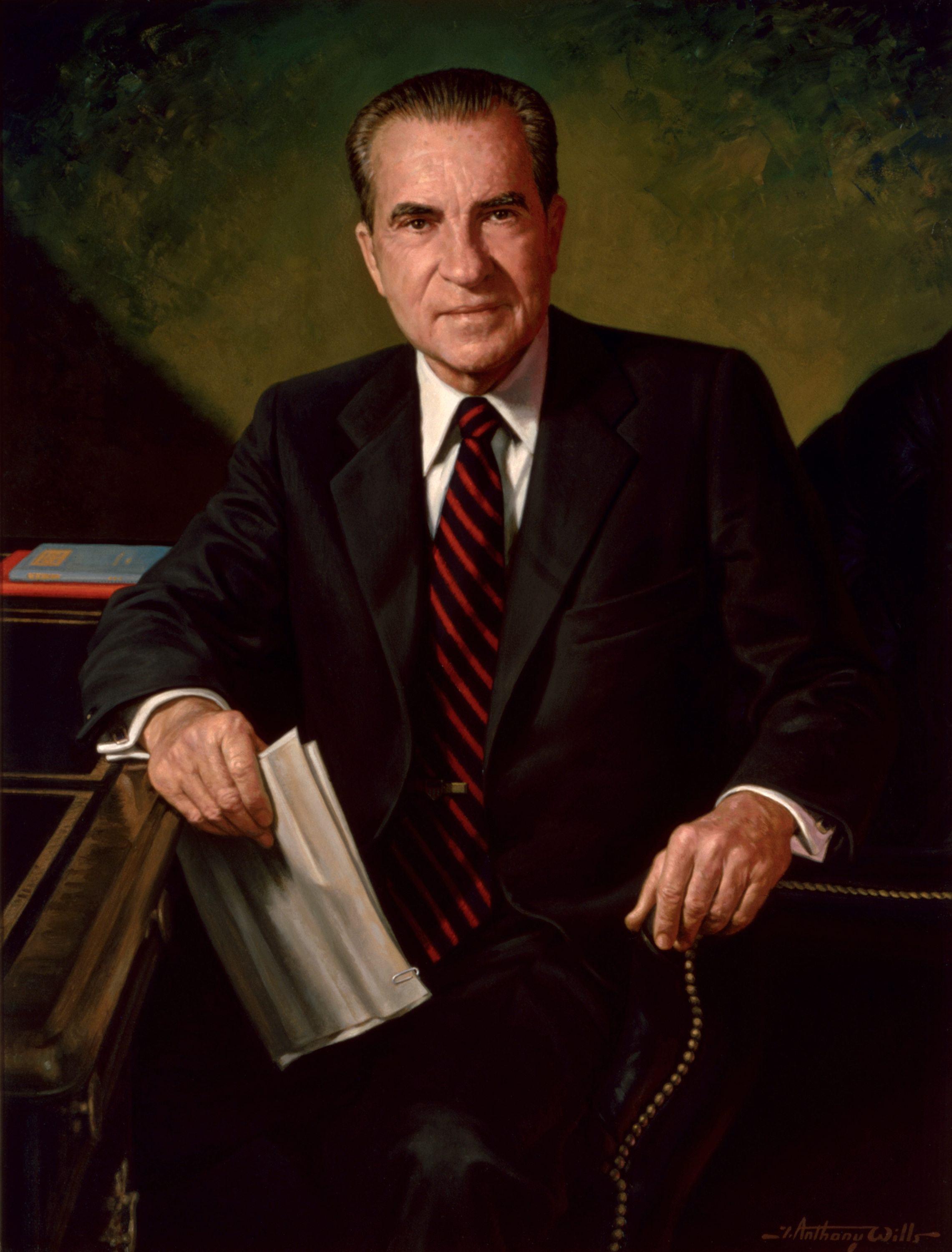
ريتشارد نيكسون الرئيس السابع والثلاثين للولايات المتحدة الأمريكية.

## نتائج القضية
- استقالة الرئيس نيكسون وعزل بعض مساعديه.
- فقد الحزب الجمهوري خمسة مقاعد في الكونغرس، و49 مقعداً بمجلس النواب، لمصلحة الديموقراطيين.
- تغييرات تطول تمويل الحمَلات الانتخابية لتصبح خاضعة للرقابة الفيدرالية.
- تشويه كبير لصورة العمل القانوني والمحاماة نظراً لتورط الكثير من المحامين في القضية.
- انطباع سيئ لدى العامَّة عن حقيقة العمل السياسي، واللاحقة «جيت» أصبحت مميزة لكل فضيحة سياسية.

## وصلات خارجية
- Watergate.info (بالإنجليزية)
- أرشيف صحيفة واشنطن بوست لفضيحة ووترغيت (بالإنجليزية)
- أشرطة ووترغيت – واشنطن بوست (بالإنجليزية)
- محادثات محاكمة ووترغيت - المكتبة والمتحف الرئاسي لريتشارد نيكسون (بالإنجليزية)
- سجلات مكتب التحقيقات الفيدرالية: الخزينة – ووترغيت (بالإنجليزية)